# 程普 (成化進士)
程普（1435年—？），字克濟，河南彰德府臨漳縣人，民籍。明朝政治人物。進士出身。

## 生平
河南鄉試第七十四名。成化八年（1472年）壬辰科會試第一百二十四名，殿試登進士第三甲第六十二名。

## 家族
曾祖父程士昂。祖父程鼎。父亲程聚。